# Haifischbar
Die Haifischbar war eine Unterhaltungsshow des NDR-Fernsehens im ARD-Abendprogramm.

## Geschichte
Die erste Ausgabe der Haifischbar wurde am 20. Oktober 1962 in der ARD ausgestrahlt.
Das Fernsehstudio wurde zu diesem Zweck in die typische Kulisse einer Hamburger Hafenkneipe umgestaltet.
Die Moderatoren der TV-Show waren „die Wirtsleute“ Hilde Sicks und Ernst Grabbe, als „Kellner“ trat regelmäßig Günter Lüdke auf.
Jede Episode hatte einen roten Faden, der den Sendeablauf prägte und zumeist mit einer Schlusspointe endete. Geschichten und Lieder mit maritimem Hintergrund bildeten das Grundgerüst der Unterhaltungsreihe.
In der Show traten zahlreiche, bekannte Interpreten und Schauspieler wie Lale Andersen, Carl Bay, Heidi Kabel, Henry Vahl, Otto Lüthje, Edgar Bessen und Freddy Quinn auf, aber auch Leute wie der damalige Profiboxer im Schwergewicht Gerhard Zech.
Bis zur Einstellung der Fernsehshow im Jahr 1979 war die Sängerin Lolita ständiger Stammgast.
Die Haifischbar wurde außer im deutschen Fernsehen auch im Fernsehen des ORF in Österreich ausgestrahlt.
Als Gegenstück wurde von 1964 bis 1990 vom Deutschen Fernsehfunk (DFF) die maritime Musiksendung Klock 8, achtern Strom produziert und aus der Rostocker Hafenbar gesendet.